# Kenan Evren

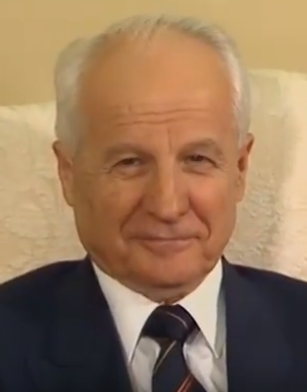
Kenan Evren (1988)

Ahmet Kenan Evren (* 17. Juli 1917 in Alaşehir; † 9. Mai 2015 in Ankara) war ein türkischer General und vom 12. September 1980 bis zum 9. November 1989 7. Staatspräsident der türkischen Republik. Ins Amt gelangte er durch den Militärputsch von 1980. Er wurde wegen seiner führenden Rolle dabei 2014 zu einer lebenslangen Haftstrafe verurteilt.

## Militärische Karriere
Seine Ausbildung zum Offizier begann er 1936 am Maltepe Askeri Lisesi İstanbul. 1958/59 diente er in Südkorea in der türkischen Brigade, die dort nach dem Koreakrieg stationiert worden war. 1963 wurde er zum Brigadegeneral befördert. Am 7. März 1978 wurde Evren Generalstabschef.

## Präsidentschaft

### Putsch

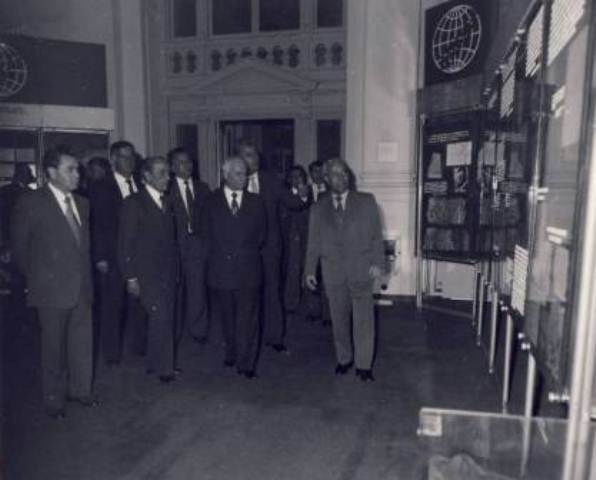
Kenan Evren (mittig mit weißem Haar) beim Staatsbesuch in Rumänien im April 1982

Am 12. September 1980 führte Evren mit den Kommandanten Nusrettin Ersin, Tahsin Şahinkaya, Nejat Tümer und Sedat Celasun einen Militärputsch gegen die Regierung Demirel an. Das Kriegsrecht wurde verhängt und eine von Evren geleitete Militärregierung eingesetzt. Nachdem die vom Militär vorgelegte neue Verfassung am 7. November 1982 per Volksabstimmung gebilligt worden war, wurde Evren mit deren Inkrafttreten zwei Tage später für weitere sieben Jahre als Staatspräsident bestätigt. Seine Amtszeit endete am 9. November 1989.

### Menschenrechtsverletzungen
General Evren wurden von zahlreichen Bürgerrechtlern massive Menschenrechtsverletzungen während seines Militärregimes vorgeworfen. Hunderte Politiker wurden zwischen 1980 und 1983 in Haft oder Hausarrest genommen, tausende Regimekritiker gefoltert und hunderte mutmaßliche Staatsfeinde exekutiert.
Der Nationale Sicherheitsrat erklärte am 28. Oktober 1980, dass seit dem Putsch etwa 11.500 Menschen verhaftet worden seien. 50 Exekutionen vollzog das Regime unmittelbar im Zuge des Putsches.
In seiner Regierungszeit wurden verschiedene Gesetze eingeführt, welche die kurdische Sprache in vielen Bereichen des öffentlichen und auch privaten Lebens verbot. Evren leugnete die Existenz von Kurden als eigenständige Ethnie in der Türkei und bezeichnete diese als Bergtürken.

## Verurteilung
Zahlreiche Bürgerrechtler in der Türkei verlangten, dass Evren wegen des Putsches und der von seinem Regime begangenen Menschenrechtsverletzungen vor Gericht gestellt werden solle. Dies war bis September 2010 nicht möglich, da die von den Putschisten in Kraft gesetzte Verfassung jegliche Verfahren gegen sie untersagte. 2007 ermittelte die türkische Justiz wegen des Verdachts der separatistischen Propaganda gegen Evren. Dieses Verfahren wurde jedoch eingestellt.
Durch die am 12. September 2010 per Referendum angenommene Reform der türkischen Verfassung verloren Evren und andere Beteiligte des Putsches von 1980 ihre bisherige Immunität. Einige Bürgerinitiativen, Parteien und Menschenrechtler kündigten bereits wenige Tage nach der Volksabstimmung an, Evren vor Gericht bringen zu wollen.
Am 4. April 2012 begann der Prozess wegen des Umsturzes der verfassungsmäßigen Ordnung. Neben Evren war auch der damalige Luftwaffenchef Tahsin Şahinkaya angeklagt. Nebenkläger waren Opferverbände sowie die Regierung und die Nationalversammlung. Im Juni 2014 wurden Evren und Şahinkaya zu lebenslangen Freiheitsstrafen verurteilt, die Evren wegen seines hohen Alters und einer Erkrankung jedoch nicht mehr antreten musste.

## Bestattung
Kenan Evren ist auf dem Türkischen Staatsfriedhof in Ankara begraben.